# Bơm phân tử
Bơm phân tử, hay còn gọi là Bơm turbo là một thiết bị tạo chân không cao (có thể đạt tới 10−7 đến 10−9 Torr), dựa trên nguyên tắc cuốn các phân tử khí dư trong môi trường chân không sơ cấp nhờ va chạm với một động cơ quay với tốc độ cao (động cơ phản lực - động cơ turbo).

## Lịch sử phát triển
Bơm turbo phân tử được phát minh vào năm 1958 bởi Becker dựa trên các thành tựu đã được phát triển từ năm 1913 (bởi Gaede), năm 1923 (bởi Helweck) và năm 1944 bởi Siegbahn. Bơm phân tử thực sự đem lại hiệu quả cao nhờ ứng dụng nguyên lý động cơ phản lực.

## Nguyên lý hoạt động

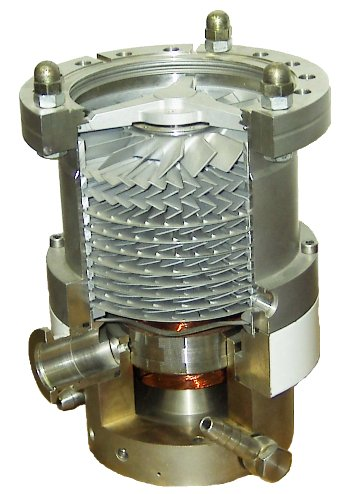
Ảnh chụp lát cắt của bơm turbo phân tử

Bơm turbo phân tử là thiết bị tạo ra chân không cao theo nguyên lý cuốn các phân tử khí ở trạng thái khí kém nhờ một động cơ quay với tốc độ rất lớn. Để bơm có thể hoạt động, ban đầu cần tạo ra chân không sơ cấp (cỡ 10−3 Torr) nhờ một bơm cơ học. Khi bơm hoạt động, rôto của bơm là hệ thống các cánh quạt được tăng tốc đến vận tốc lớn như động cơ phản lực và sẽ cuốn các phân tử khí để tạo môi trường chân không cao. Vì quay với tốc độ rất lớn nên động cơ sẽ rất nhanh bị nóng và đòi hỏi làm mát bằng nước hoặc dầu.